# Franz Scholz
Franz Scholz (1. prosince 1876 Frýdlant nad Moravicí – 9. května 1960 Göppingen) byl československý odborový funkcionář a politik německé národnosti; meziválečný senátor Národního shromáždění ČSR za Německou křesťansko sociální stranu lidovou.

## Biografie
Okolo roku 1905 začal organizovat vznik křesťansko sociálního odborového hnutí na Moravě a ve Slezsku. Roku 1908 byl vyslán z Vídně jako odborový tajemník pro severní Moravu a Slezsko. Působil ve Vítkově ale i v Liberci, Šluknově, Vrchlabí a Svitavách, tedy v pěti hlavních lokálních oporách křesťansko sociálních odborů. Působil jako politik a odborářský činitel. Profesí byl roku 1925 uváděn jako odborový tajemník a náměstek starosty ve Vítkově.
V parlamentních volbách v roce 1925 získal senátorské křeslo v Národním shromáždění. Mandát obhájil v parlamentních volbách v roce 1929. Senátorem byl do roku 1935.
V říjnu 1938, po přičlenění Vítkova k Německu, se na krátkou dobu stal starostou tohoto města. V lednu 1939 se (se zpětnou platností od listopadu 1938) stal členem NSDAP (místní skupina Vítkov). Po roce 1945 žil v Karlsruhe a od roku 1949 v Göppingenu, kde zemřel roku 1960.